# Медаль «За проход в Швецию через Торнео»
Медаль «За проход в Швецию через Торнео» или «За проход в Швецию чрез Торнео» — Медаль Российской империи, которой награждались солдаты, участвовавшие в походе в Швецию через Торнио во время русско-шведской войны (1808—1809).

## Основные сведения
Медаль «За проход в Швецию через Торнео» была учреждена Александром I 14 (26) апреля 1809 года в связи с военными успехами русской армии во время русско-шведской войны. Вместе с этой медалью была учреждена медаль «За переход на шведский берег». Награждались солдаты отряда П. А. Шувалова, участники похода в Швецию по побережью Ботнического залива через город Торнео (ныне Торнио, Финляндия) и реку Торнео (Турнеэльвен). В ходе похода у деревни Каликс был окружён и сложил оружие крупный отряд шведских войск.

## Описание медали
Медаль была сделана из серебра. Диаметр 29 мм. Гурт гладкий. На лицевой стороне медали изображён вензель Александра I, над ним — большая императорская корона. На оборотной стороне медали горизонтальная надпись в пять строк:
ЗА
ПРОХОДЪ
ВЪ ШВЕЦЇЮ
ЧРЕЗЪ ТОРНЕО
1809.
По окружности вдоль края ряд мелких бус. Над датой «1809» фигурная черта.
Медали были отчеканены на Санкт-Петербургском монетном дворе, в октябре 1809 года. Всего изготовлено 6269 медалей.

## Порядок ношения
Медаль имела ушко для крепления к ленте. Носить медаль следовало на груди. Лента медали — Андреевская.